# Arsen Kanokow
Arsen Baszyrowicz Kanokow (ros. Арсен Баширович Каноков, ur. 22 lutego 1957 w Szytchała, Kabardyno-Bałkarska ASRR) – kabardyjski ekonomista, przedsiębiorca i polityk, prezydent Kabardo-Bałkarii od 2005.

## Życiorys
W 1981 ukończył studia na Wydziale Handlowo-Ekonomicznym Moskiewskiego Instytutu Gospodarki Narodowej im. Gieorgija Plechanowa. Posiada stopień doktora nauk ekonomicznych. Jest członkiem Akademii Nauk Ekonomicznych.
Po studiach przez dwa lata odbywał służbę wojskową w Armii Radzieckiej. W latach 1983–1987 był pracownikiem w Moskworieckim Zjednoczeniu Sadowniczym. Od 1987 kierował moskiewską spółdzielnią handlową „Kodeks”. W 1991 założył w Moskwie holding „Sindika”. W latach 1996–1998 był akcjonariuszem i członkiem rady dyrektorów spółki „AKB CentroKredit”.
W 1998 objął funkcję zastępcy stałego przedstawiciela Republiki Kabardo-Bałkarskiej przy Prezydencie Federacji Rosyjskiej. W grudniu 2003 został wybrany do Dumy Państwowej IV kadencji z ogólnofederalnej listy Liberalno-Demokratycznej Partii Rosji. Po roku został członkiem Jednej Rosji. Pełnił funkcję wiceprzewodniczącego Komitetu Dumy ds. Budżetu i Podatków oraz zasiadał w Komisji ds. Problemów Kaukazu Północnego.
27 września 2005 Prezydent Rosji Władimir Putin wniósł kandydaturę Kanokowa na stanowisko Prezydenta Kabardo-Bałkarii do rozpatrzenia przez parlament republiki. Dzień później parlament Kabardo-Bałkarii zatwierdził kandydaturę Kanokowa.